# Szkoła podstawowa (film 1991)
Szkoła podstawowa (czes. Obecná škola) – czechosłowacki film komediowy z 1991 roku w reżyserii Jana Svěráka.
Fabułę oparto na autobiograficznych wspomnieniach ojca reżysera, scenarzysty Zdeňka Svěráka z okresu szkolnego dzieciństwa. W filmie epizodycznie wystąpiło troje znanych wówczas reżyserów: poza Ireną Pavláskovą także Karel Kachyňa i Jiří Menzel.

## Fabuła
Obraz przedstawia okres tuż po II wojnie światowej i ówczesne beztroskie dzieciństwo widziane oczami Edy Součka, ucznia praskiej podmiejskiej szkoły podstawowej. Pewnego dnia lekceważona przez niesforną klasę nauczycielka Maxová odchodzi, a jej miejsce zajmuje surowy nauczyciel – Igor Hnizdo, który podejmuje odmienne wychowywanie i nauczanie niezdyscyplinowanej klasy. Mimo iż ogromnie imponuje niesfornym chłopcom, w trakcie nauki okazuje się, że i on nie jest wolny od błędów i słabości. Jednak nieudana próba usunięcia go wskutek wywołanego skandalu skutkuje przywróceniem go i wzrostem autorytetu w oddanej mu klasie. W tło rozmaitych humorystycznych zdarzeń z życia uczniów wpleciono rozmowy dorosłych o szczególnej sytuacji politycznej w powojennej Czechosłowacji.  

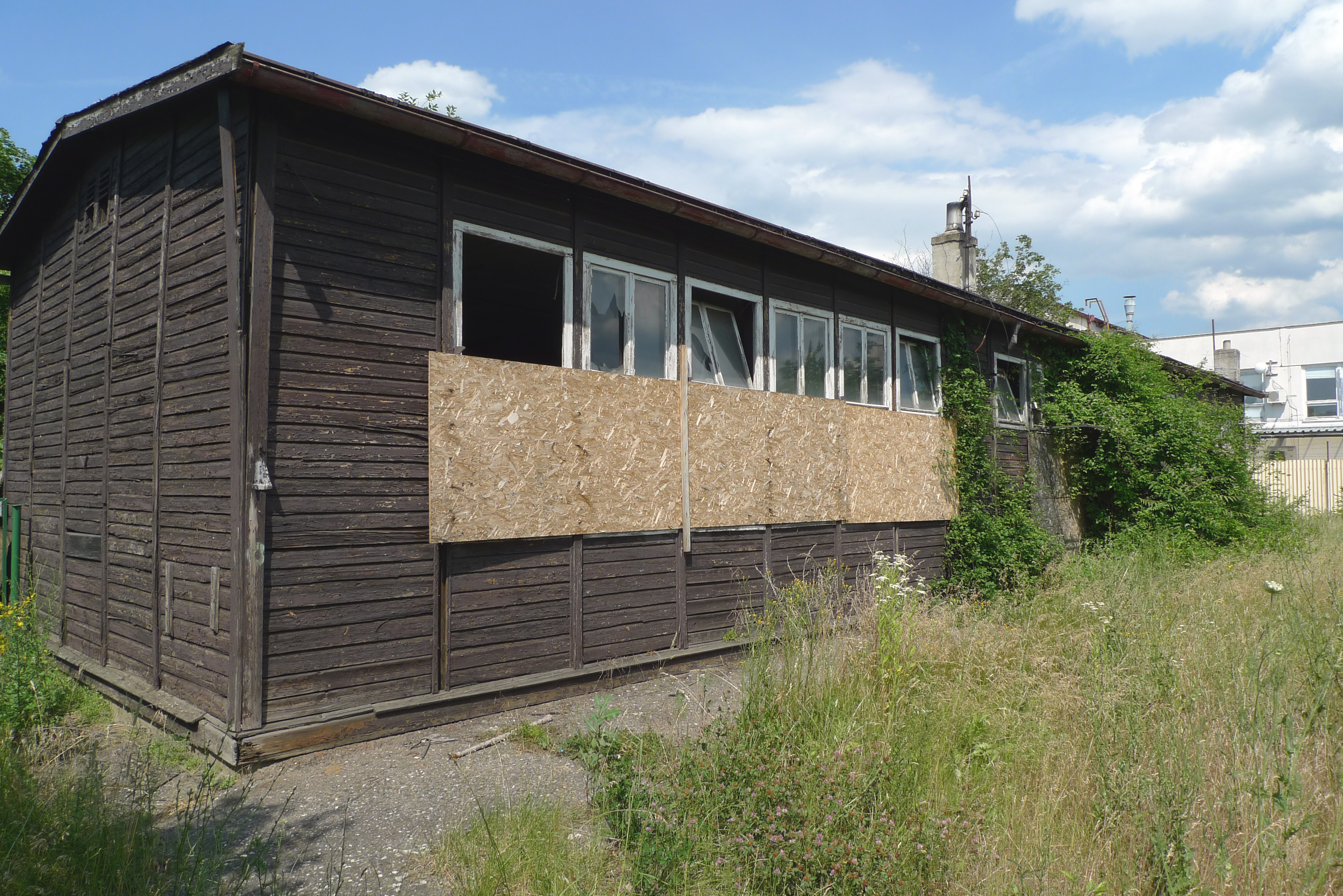
Filmowany budynek szkoły podstawowej na Slatinach (stan z 2013 r.)

## Obsada
- Václav Jakoubek – Eda Souček
- Radoslav Budáč – Tonda Čejka, jego przyjaciel
- Zdeněk Svěrák – Fanouš Souček, jego ojciec
- Libuše Šafránková – jego matka
- Jan Tříska – nauczyciel Igor Hnizdo
- Rudolf Hrušínský – dyrektor szkoły
- Daniela Kolářová – nauczycielka Maxová
- Marek Endal – uczeń Rosenheim
- Michal Škrabal – uczeń Dušička, kolega Edy
- Petr Čepek – pan Mrázek, czyli fakir Radżi Tamil
- Eva Holubová – matka Tondy
- Rudolf Hrušínský jun. – ojciec Tondy
- Boleslav Polívka – ich sąsiad Plíha
- Irena Pavlásková – żona tramwajarza
- Miroslava Pleštilová – nauczycielka Plecitá
- Václav Chalupa – Stawinoga, starszy kolega
- Zdeněk Mucha – restaurator Lukeš
- Bořivoj Penc – akordeonista Ferda Kavka
- Rudolf Hammer – lodziarz Vaněk
- Jiří Menzel  – doktor Kalaban, ginekolog
- Karel Kachyňa – szkolny inspektor

## Produkcja
Plenery filmowano w okolicach Pragi (głównie Bohdalec i Slatiny na Michlach, Velká Chuchle, Slivenec) oraz na linii kolejowej Chotčí–Zbuzany, a także wokół przedwojennego bunkra na wzgórzu Jordán.